# Le otto montagne
Le otto montagne (Nederlands: De acht bergen) is een Belgisch-Frans-Italiaanse film uit 2022, geschreven en geregisseerd door Felix Van Groeningen en Charlotte Vandermeersch. De film is gebaseerd op de gelijknamige roman van Paolo Cognetti uit 2016. 

## Verhaal
Pietro, een stadsjongen, en Bruno, een bergjongen, sluiten in de Italiaanse Alpen vriendschap wanneer ze elf jaar oud zijn. Terwijl Bruno trouw blijft aan zijn berg, trekt Pietro de wereld rond. Ze komen elkaar echter weer tegen.

## Rolverdeling
| Acteur            | Personage         |
| ----------------- | ----------------- |
| Luca Marinelli    | Pietro Guasti     |
| Alessandro Borghi | Bruno Guglielmina |
| Filippo Timi      | Giovanni Guasti   |
| Elena Lietti      | Francesca Guasti  |

## Productie
Le otto montagne ging op 18 mei 2022 in première in de officiële competitie van het Filmfestival van Cannes en won (samen met de film Eo van Jerzy Skolimowski) de Juryprijs.

## Prijzen en nominaties
Tijdens de 68e editie van de Italiaanse filmprijzen Premi David di Donatello 2023 werd de film 13 maal genomineerd en behaalde vier prijzen, beste film, beste bewerkte scenario, beste camerawerk en beste geluid.
De belangrijkste:
| Jaar | Prijs                    | Categorie               | Genomineerde(n)                                                      | Uitslag     |
| ---- | ------------------------ | ----------------------- | -------------------------------------------------------------------- | ----------- |
| 2024 | Premios Goya             | Beste Europese film     | Beste Europese film                                                  | Genomineerd |
| 2023 | Premi David di Donatello | Beste film              | Felix Van Groeningen en Charlotte Vandermeersch                      | Gewonnen    |
| 2023 | Premi David di Donatello | Beste bewerkt scenario  | Felix Van Groeningen en Charlotte Vandermeersch                      | Gewonnen    |
| 2023 | Premi David di Donatello | Beste camerawerk        | Ruben Impens                                                         | Gewonnen    |
| 2023 | Premi David di Donatello | Beste geluid            | Le otto montagne                                                     | Gewonnen    |
| 2023 | Premi David di Donatello | Beste regie             | Felix Van Groeningen en Charlotte Vandermeersch                      | Genomineerd |
| 2023 | Premi David di Donatello | Beste productie         | Wildside, Rufus, Menuetto, Pyramide Productions, Vision Distribution | Genomineerd |
| 2023 | Premi David di Donatello | Beste acteur            | Alessandro Borghi                                                    | Genomineerd |
| 2023 | Premi David di Donatello | Beste acteur            | Luca Marinelli                                                       | Genomineerd |
| 2023 | Premi David di Donatello | Beste mannelijke bijrol | Filippo Timi                                                         | Genomineerd |
| 2023 | Premi David di Donatello | Beste muziek            | Daniel Norgren                                                       | Genomineerd |
| 2023 | Premi David di Donatello | Beste productieontwerp  | Massimiliano Nocente, Marcella Galeone                               | Genomineerd |
| 2023 | Premi David di Donatello | Beste montage           | Nico Leunen                                                          | Genomineerd |
| 2023 | Premi David di Donatello | Beste visuele effecten  | Rodolfo Migliari                                                     | Genomineerd |
| 2022 | Filmfestival van Cannes  | Gouden Palm             | Felix Van Groeningen en Charlotte Vandermeersch                      | Genomineerd |
| 2022 | Filmfestival van Cannes  | Juryprijs               | Felix Van Groeningen en Charlotte Vandermeersch                      | Gewonnen    |